# Rue Triperet
La rue Triperet est une ancienne voie de Paris, dans l'actuelle 5e arrondissement.

## Situation
La rue commence à la rue de la Clef et finit rue Gracieuse. 

## Origine du nom
Jaillot pense que la rue porte le nom d'un propriétaire, Jehan Trippelet,.

## Historique
La voie existe sous la forme d'un chemin à la fin du XVIe siècle. Jehan Triperet possède en 1540 trois arpents de terre sur lesquels est tracée la rue. On trouve, dans les divers plans, le nom de cette rue écrit sous les formes : « Tripette, Tripellé, Tripelé, Tripolet, Tripette, Tripotte, Tripot, Triplet, Trippelet et Triperet ».
La rue est supprimée lors de la création de la place Monge dans les années 1860.